# Augusta-Margaret River Shire
Koordinaten: 33° 57′ S, 115° 4′ O

Das Shire of Augusta-Margaret River ist ein lokales Verwaltungsgebiet (LGA) im australischen Bundesstaat Western Australia. Das Gebiet ist 2240 km² groß und hat etwa 11.750 Einwohner.
Augusta-Margaret River liegt an der Südwestspitze Australiens etwa 250 km südlich der Hauptstadt Perth. Der Sitz des City Councils befindet sich in der Stadt Margaret River im Nordwesten der LGA, wo etwa 6400 Einwohner leben (2016).

## Verwaltung
Der Augusta-Margaret River Council hat sieben Mitglieder, die von den Bewohnern der drei Wards (drei aus dem North Ward, je zwei aus Leeuwin und dem Margaret River Ward) gewählt. Aus dem Kreis der Councillor rekrutiert sich auch der Ratsvorsitzende und President des Shires.